# Schwesternhaus (Calvörde)

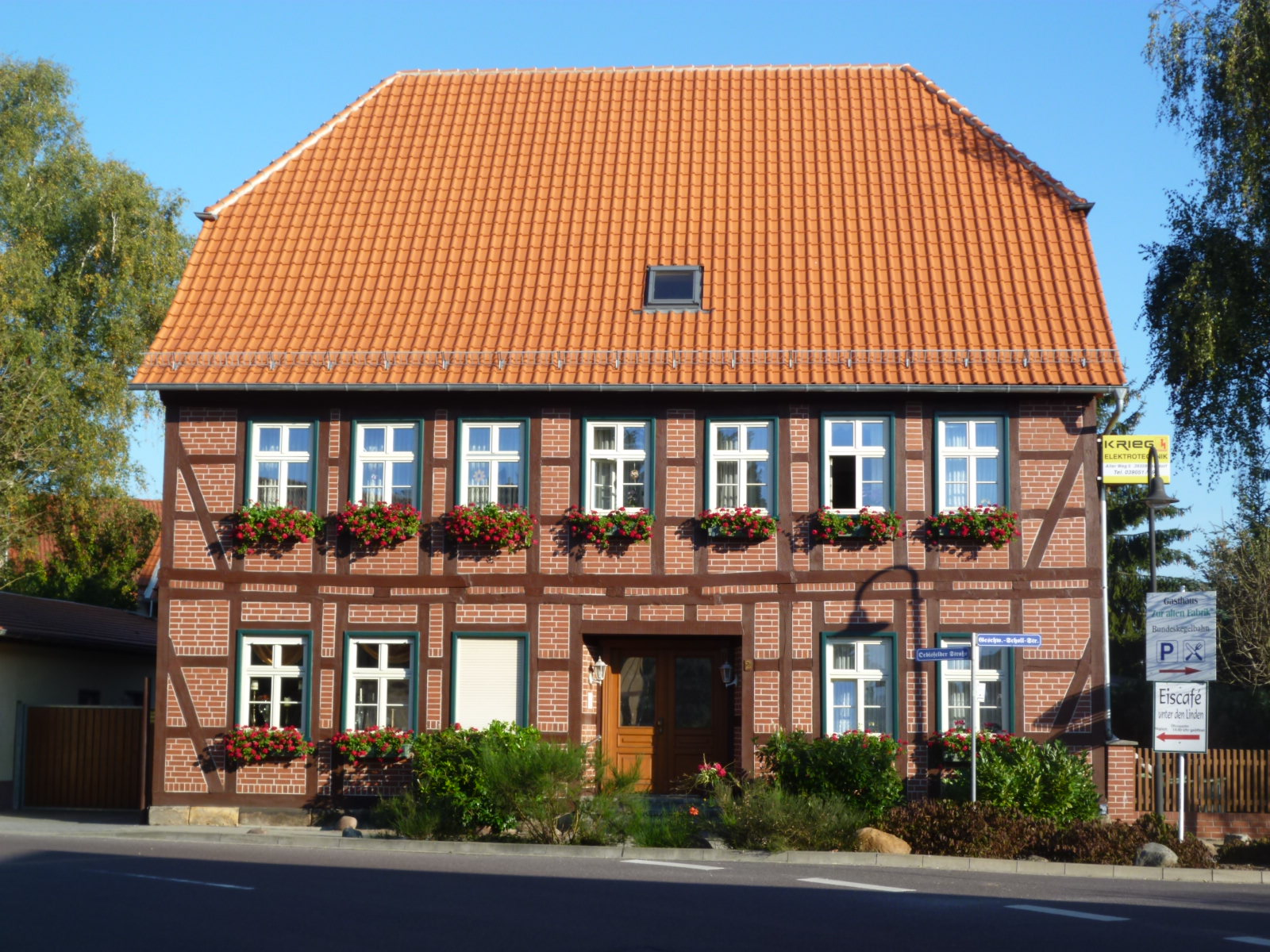
Das Schwesternhaus

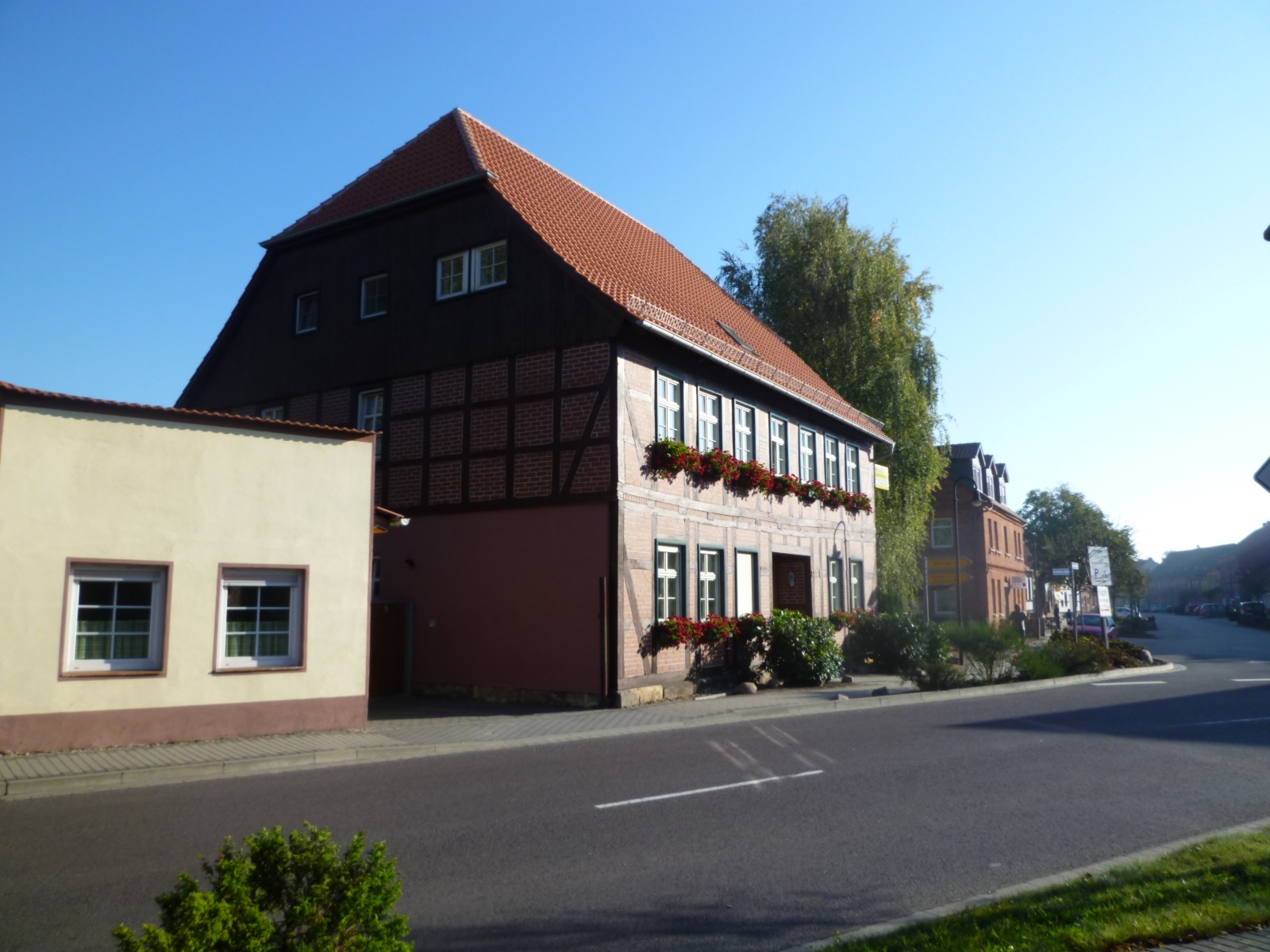
Seitenansicht im Mündungsbereich

Das Schwesternhaus ist ein denkmalgeschütztes Gebäude im Marktflecken Calvörde im Landkreis Börde, Sachsen-Anhalt.

## Lage
Das Bauwerk steht am ehemaligen Magdeburger Tor im Calvörder Weichbild Hünerdorf unweit der katholischen Heilig-Kreuz-Kirche.

## Architektur und Geschichte
Der qualitätvolle Solitärbau steht im Mündungsbereich der Geschwister-Scholl-Straße in die Oebisfelder Straße. Das beidseitig prägende zweigeschossige Fachwerkhaus (konstruktives Fachwerk) ist durch seine Lage im Mündungsbereich städtebaulich sehr wirksam. Die Gefache sind mit Ziegeln ausgemauert. Das Schwesternhaus entstand um 1780 und besitzt ein hohes Krüppelwalmdach. Das Bauwerk wurde in den 2000er Jahren rundum saniert. Das Schwesternhaus (als Sozialstation) wurde im 18. Jahrhundert von einer hiesigen Schwester bewohnt, sie versorgte die kleineren Verletzungen und pflegte die Anwohner. Auf dem Hof des ehemaligen Schwesternhauses befindet sich eine Werkstatt; diese wurde zu DDR-Zeiten für den Werkunterricht genutzt. Heute wird das denkmalgeschützte Fachwerkhaus als Wohn- und Geschäftshaus genutzt.